# Fastnet Race
Fastnet Race är en havskappsegling från Cowes till Fastnet Rock och tillbaka till Plymouth, men arrangörerna har beslutat att kappseglingarna 2021 och 2023 kommer att avslutas i Cherbourg. Kappseglingen är den äldsta och längsta återkommande europeiska kappseglingen, då den har arrangerats udda år sedan 1933, med undantag för krigsåren 1941-1945. Sedan 1957 är den med i Admiral's Cup som sista deltävling. 1979 drabbades tävlingen av en svår olycka då ett av 1900-talets största oväder drog in över området och 15 personer omkom.